# راتلیف ۵۷۷۴
سیارک ۵۷۷۴ (به انگلیسی: 5774 Ratliff، نامگذاری:1989NR) پنج هزار و هفتصد و هفتاد و چهارمین سیارک کشف شده‌است که در ۲ ژوئیه ۱۹۸۹ کشف شد.